# Joaquin María Córdova
Joaquin María Córdova (parfois orthographié Córdoba) est un militaire colombien du XIXe siècle.

## Famille
Joaquin María Córdova est le frère de Crisanto María Córdova, père de José María Córdova, héros de l'indépendance colombienne.

## Biographie
Conservateur, Joaquin María Córdova s'oppose en 1865 à l'ancien président de la République et président de l'État souverain du Cauca, le libéral Tomás Cipriano de Mosquera. Durant l'absence de ce dernier, parti négocier avec la France et l'Angleterre la garantie de la souveraineté colombienne sur l'isthme de Panama, les conservateurs tentent de prendre le contrôle de l'État du Cauca, fief du général. Le général Cordova sort de l'État souverain d'Antioquia et entre à Cartago (dans l'actuel département de Valle del Cauca). Des guérillas s'organisent dans les États de Tolima et Cundinamarca. Le pouvoir central déclare l'état de guerre et les insurgés sont dispersés. Le général Cordova est battu les 23 et 26 octobre 1865.
Durant la guerre civile de 1876-1877, Joaquin María Córdova commande les troupes du Tolima, qui sont mises en déroute le 31 août 1876 au cours de la bataille de Los Chancos, dans l'État du Cauca et fuient vers Manizales. Début 1877, Joaquin María Córdova sort de Manizales, franchit le río Cauca et attaque les forces du général Eliseo  Payán au cours du combat du Cerro Batero. Après cette victoire, il est rejoint par d'autres renforts venus de Manizales, mais le général Julián Trujillo Largacha en profite alors pour prendre la ville, avant d'imposer un cessez-le-feu le 6 avril 1877.